# Oranjeriviersoevereiniteit
De Oranjeriviersoevereiniteit was een Britse kolonie in Zuidelijk Afrika van 1848 tot 1854. Het was de voorloper van de Boerenrepubliek Oranje Vrijstaat.

## Geschiedenis
De kolonie werd uitgeroepen door Harry Smith op 3 februari 1848. Voor die tijd stond het gebied bekend als Transoranje en maakte de stad en het gebied rond Winburg deel uit van de Republiek Winburg-Potchefstroom, die door de annexatie ophield te bestaan.
Transoranje was in het zuiden bevolkt door Griekwa (Adam Koksland) en in het noorden door de Nederlandstalige Voortrekkers die met de Grote Trek juist waren weggetrokken voor Britse overheersing. Daarom kwamen ze onder leiding van Andries Pretorius in opstand, resulterend in de Slag bij Boomplaats die door de Voortrekkers werd verloren.
Op 23 februari 1854 werd het Contract van Bloemfontein getekend waarmee het Verenigd Koninkrijk de regering alsnog overdroeg aan de Boeren. Hiermee werd de Oranje Vrijstaat onafhankelijk.